# Sonora semiannulata
Sonora semiannulata är en ormart som beskrevs av Baird och Girard 1853. Sonora semiannulata ingår i släktet Sonora och familjen snokar. IUCN kategoriserar arten globalt som livskraftig. Inga underarter finns listade i Catalogue of Life.
Arten förekommer i centrala och sydvästra USA och fram till centrala Mexiko samt till halvön Baja California. Den når i nordväst Oregon och i nordöst delstaten Missouri. Sonora semiannulata vistas i låglandet och i bergstrakter upp till 1830 meter över havet. Den lever i olika torra habitat som klippiga områden, halvöknar, prärien och blandskogar. Ormen hittas främst på sandig jord, till exempel på uttorkade flodbädd.
Sonora semiannulata når vanligen en längd upp till 30 cm och vissa exemplar kan bli 40 cm långa. Fjällens färg varierar mellan olika populationer och är i viss mån anpassad till grundens färg. Kroppens grundfärg kan vara gulbrun eller ljusbrun med rosa skugga. Det finns populationer med ett mörkt band på nacken och andra populationer med flera band på bakkroppen och svansen. Undersidans fjäll har en ljus hudfärg.
Utseendet återspeglas även i artepitet semiannulata som är latin för "delvis ringad".
Individerna är aktiva på natten och vilar på dagen i skuggan. De jagar ryggradslösa djur som spindlar och mångfotingar. Honor lägger under sommaren 4 till 5 ägg.